# Amphoe Sam Ngam
 (juin 2019).
Sam Ngam (thaï : สามง่าม) est un district (Amphoe) thaïlandais situé dans la partie occidentale de la province de Phichit.